# Château de la famille Dunđerski à Čelarevo
Le château de la famille Dunđerski (ou Dundjerski en français) à Čelarevo (en serbe cyrillique : Дворац породице Дунђерски у Челареву ; en serbe latin : Dvorac porodice Dunđerski u Čelarevu) est situé à Čelarevo, dans la province de Voïvodine, dans la municipalité de Bačka Palanka et dans le district de Bačka méridionale, en Serbie. Il est inscrit sur la liste des monuments culturels d'importance exceptionnelle de la république de Serbie (identifiant no SK 1015).
Le château est également connu sous le nom de « château Bezeredi », du nom de son premier propriétaire.